# هوما مونهيسا
مونِهيسا هومّا (本間 宗久 هونما مونِهيسا) المعروف أيضاً بِـ سوكيو هومّا، سوكيو هونما) (1724-1803) هو تاجر أرزّ من ساكاتا في اليابان. كان يتاجر بسوق دوجيما للأرزّ في أوساكا في فترةشوغونية توكوغاوا. يعتبر الأب المؤسس لطريقة الرسم البياني المعروفة بالشموع اليابانية.
نشأت سوق للعقود الآجلة للأرز حوالي سنة 1710، والذي كان يتم المتاجرة به سابقاً في نفس اللحظة. استخدم هذا النظام الكوبونات على أساس تسليم الأرز في وقت مستقبلي. ومن هذا النظام انبثق سوق ثانوي للمتاجرة بهذه الكوبونات والتي ازدهرت بها تجارة مونِهيسا. تزعم الروايات أن مونِهيسا قام بتأسيس شبكة شخصية من الرجال عند حوالي كل 6 كيلومترات بين ساكاتا و أوساكا (لمسافة تقدّر ب 600 كم) للتواصل بشأن أسعار السوق.
كتب عام 1755 (三猿金泉秘録، ينبوع الذهب - سِجّل القرود الثلاثة للمال)، وهو أول كتاب حول سيكولوجية السوق. زعم في كتابه أن الجانب السيكولوجي للسوق أمر بالغ الأهمية لنجاح التجارة، وأن عواطف التجار تلعب دوراً مهماً في التأثير بأسعار  الأرز. ويذكر بأن إدراك ذلك يمكن أن يساعد أحداً لاتخاذ موقف ضد اتجاه السوق: "عندما يكون الكلّ في هبوط، هناك سبب لارتفاع الأسعار" والعكس صحيح.